# Lindingaspis samoana
Lindingaspis samoana är en insektsart som först beskrevs av Karl Hermann Leonhard Lindinger 1911.  Lindingaspis samoana ingår i släktet Lindingaspis och familjen pansarsköldlöss. Inga underarter finns listade i Catalogue of Life.